# Acacia pachypoda
Acacia pachypoda é uma espécie de leguminosa do gênero Acacia, pertencente à família Fabaceae.